# Rachid Boudjedra
Rachid Boudjedra (en árabe: رشيد بوجدرة‎) (n. 5 de septiembre de 1941 en la comuna de Aïn Beïda, Provincia de Oum el-Bouaghi, Argelia) es un escritor, poeta, novelista, dramaturgo y crítico literario argelino. Boudjedra escribió en francés desde 1965 hasta 1981, momento en el que decidió escribir exclusivamente en árabe. A menudo traduce su propio trabajo,  de una lengua a la otra. Hacía 1992 retoma su escritura en francés y continúa haciéndolo hasta el presente. 

## Biografía
Fue educado en Constantina y en Túnez en el Colegio Sadiki. Más tarde luchó en las filas del FLN durante la guerra de independencia de Argelia. Recibió su diploma en filosofía por la Universidad de París, Sorbona, en donde escribió una tesis sobre el escritor Louis-Ferdinand Céline. Luego de recibir su título, regresó a enseñar a Argelia, pero fue condenado a dos años de prisión por sus críticas al gobierno, y es exiliado en Blida. Vivió en Francia entre 1969 y 1972, luego en Rabat, Marruecos, hasta 1975. 
La obra de ficción del escritor puede mostrarse un tanto dificultosa por su estilo, complejo, tiene reminiscencias de Faulkner o García Márquez , en su intrincada novela El Repudio, (1969, La Répudiation) atrajo prontamente la atención, por la fuerza con la cual desafió a la tradicional cultura musulmana de Argelia, pero así también por la fuerte reacción que esto suscitó.
Dada la fatwa que fue lanzada contra él, reclamando su muerte, sintió que debía vivir fuera de Argelia.  Se lo denominó reiteradamente como el más grande escritor, vivo,  del Magreb, norte africano.

En 2010 recibió el Premio a la novela árabe, por su Les Figuiers de Barbarie (Las Higueras de Barbaria) y Les Funérailles (Los Funerales) que son actualmente bajo traducción por André Naffis-Sahely.

Rachid Boudjedra también se ha visto involucrado en la escritura de numerosas películas: Chronique des années de braise (Crónica de los años de fuego), (dir. por Mohamed Lakhdar-Hamina) quien en 1975 ganó la Palma de oro en el Festival de Cannes.

### Traducciones al español
- El Repudio, Tr.: Roxana Pérez, Emece Editores, 2001.
- Para no soñar más y Cinco fragmentos del desierto, Tr.: Leonor Merino, Huerga y Fierro Editores, 2005.
- El Caracol obstinado, Tr.: Souad Hadj-Ali Mouhoub, Editorial Cabaret Voltaire, 2012.